# Plymouth Acclaim
Plymouth Acclaim – samochód osobowy klasy średniej produkowany pod amerykańską marką Plymouth w latach 1989 – 1994.

## Historia i opis modelu

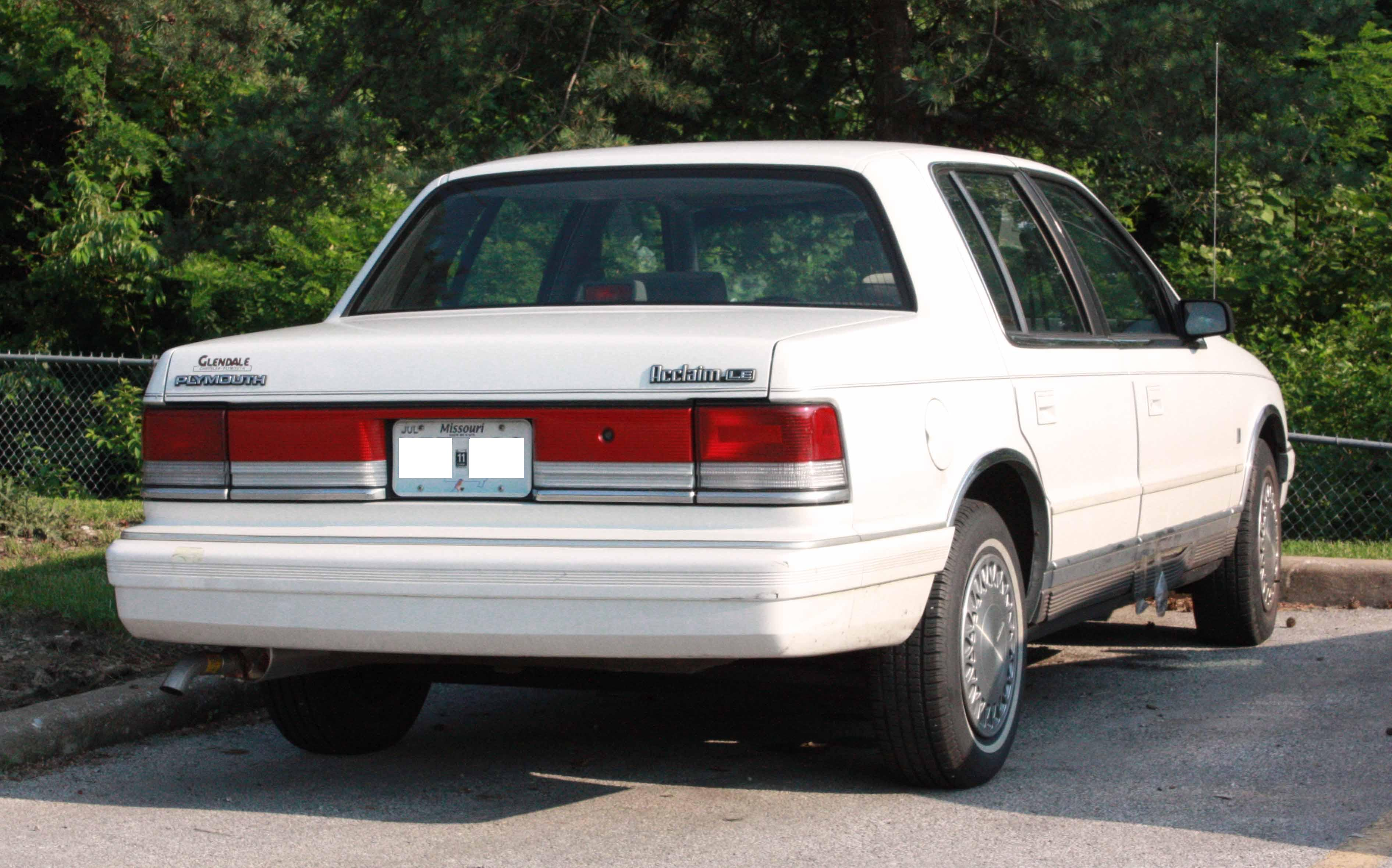
Plymouth Acclaim - tył

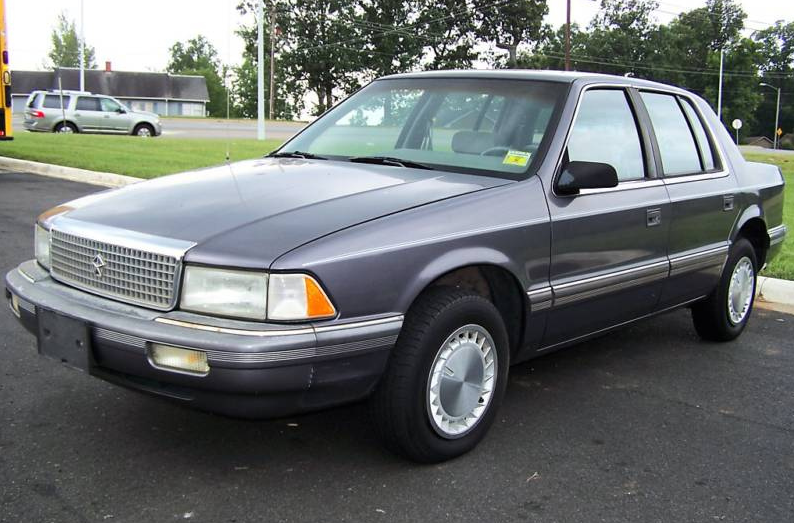
Plymouth Acclaim LX

Plymouth Acclaim pojawił się w ofercie producenta pod koniec lat 80. XX wieku jako nowy model klasy średniej będący jedną z trzech bliźniaczych konstrukcji zbudowanych na platformie AA-body.
Acclaim w dotychczasowej ofercie Plymouth zastąpił dwa równolegle oferowane dotychczas modele Caravelle oraz Reliant..
Samochód pełnił funkcję średniej wielkości limuzyny jako pośrednia alternatywa dla bliźniaczych modelli Dodge Spirit i Chryslera LeBaron Sedan. Acclaim plasowany był jako przystępniejsza cenowo alternatywa dla Chryslera, ale i model z bogatszym wyposażeniem od Dodge'a. Produkcja trwała do 1994 roku, kiedy to zastąpił go zupełnie nowy pojazd o nazwie Breeze.

### Wersje wyposażeniowe
- Base
- LX
- LE

### Silniki
- L4 2.5l Chrysler
- L4 2.5l Chrysler Turbo
- V6 3.0l Mitsubishi